# Éditions de Montbel
Les Éditions de Montbel sont une maison d'édition française développée en 2000 par la Librairie de Montbel à Paris (fondée en 1946). C'est un département de la société Fougerolle Associés.
C’est la seule maison d’édition francophone qui publie exclusivement des livres concernant la chasse. Son catalogue est principalement composé de récits de chasse anciens et contemporains, avec quelques domaines de prédilection : la chasse et l’aventure en Afrique, la vénerie, la chasse de montagne et la chasse à la bécasse.
La maison d’édition possède sa propre librairie dans le VIIIe arrondissement de Paris.

## Parution
- 265 titres depuis 2000.
- 12 à 15 titres annuellement.

## Collections
- Les aventuriers voyageurs : récits de grande chasse (albums, rééditions et témoignages)
- Bibliothèque du roi Modus : histoire de la chasse
- Carnets cynégétiques du naturaliste : études scientifiques
- Dîners de chasse : monographies sur la cuisine des différents gibiers
- Dits et récrits : littérature cynégétique contemporaine (romans, nouvelles, essais)
- En suivant saint Hubert : récits de chasse en Europe
- Meutes et vénerie : histoire et témoignages de la vénerie française
- Œuvres cynégétiques complètes du marquis de Foudras (12 volumes)
- Pratique: manuels et méthodes
- Prestige des équipages de France: album sur les grands équipages de chasse à courre
- Veillées de chasse : romans et textes classiques
- Vénerie d’autrefois : textes rares de chasse à courre illustrés par des artistes contemporains
- Vers les cimes : récits de chasse en montagne

## Prix littéraires
- Mention spéciale au prix François Sommer 2003 de la maison de la chasse et de la nature pour Nouvelles de brousse.
- Prix des arts de la vénerie (littérature - catégorie culture et technique) 2010 de la Société de vénerie pour À cœur et à cri de Monique de Rothschild et Ludovic Lécuru.
- Prix littéraire de Connaissance de la chasse en 2014, « pour l'ensemble de leur travail d'édition et de réédition cynégétique ».

## Départements
- Éditions du Markhor.
- Éditions de Montbel
- Éditions Lacurne.

## Distribution
Les Éditions de Montbel s’autodiffusent et sont aussi diffusées en France par Géodif et distribuées par la SODIS.

## ISBN
- 978-2-914390
- 978-2-35653